# Karabin Fiodorowa

Schemat ryglowania automatu Fiodorowa

Karabin Fiodorowa (ros. Aвтомат Фёдорова, pol. automat Fiodorowa, karabin wz. 16) – rosyjski karabin automatyczny skonstruowany podczas I wojny światowej przez Władimira Fiodorowa.

## Historia
Karabin Fiodorowa był udoskonaloną wersją karabinu wz. 1912 (wyprodukowanego w krótkiej serii i testowanego w warunkach bojowych). Podstawową zmianą w stosunku do poprzednika była zmiana naboju. Nietypowy, opracowany specjalnie dla tej broni nabój 6,5 mm zastąpiono japońskim nabojem 6,5 x 50 mm SR Arisaka. Duże ilości tej amunicji zostały w czasie I wojny światowej zakupione wraz z karabinami Arisaka Typ 30 w Japonii. Już po rewolucji październikowej Fiodorow próbował stworzyć kompletny system broni w skład którego miał wejść karabin, ręczny i ciężki karabin maszynowy strzelające amunicją 6,5 mm i mające wiele podzespołów wspólnych. Dzięki zastosowaniu stosunkowo słabego naboju 6,5 mm (słabszego od rosyjskich nabojów karabinowych 7,62 × 54 mm R), automatyka broni działała dobrze. Karabin został przyjęty do uzbrojenia armii carskiej i w stosunkowo niewielkiej liczbie użyty bojowo podczas I wojny światowej.
Produkcję karabinu Fiodorowa zakończono w 1925 roku. W tym samym roku wycofano go z uzbrojenia jako broń strzelającą nietypową amunicją. Zmagazynowane karabiny ponownie trafiły w ręce żołnierzy Armii Czerwonej na przełomie 1939 i 1940 roku w czasie wojny zimowej. Przyczyną uzbrojenia żołnierzy w broń magazynowaną od 14 lat był brak pistoletów maszynowych. W latach 1935–1939 w ZSRR wyprodukowano około 4000 egzemplarzy pistoletów maszynowych PPD, zbyt mało jak na potrzeby armii walczącej z oddziałami fińskimi wyposażonymi w duże ilości pistoletów maszynowych Suomi.
Po wznowieniu w 1940 roku produkcji pm. PPD karabiny Fiodorowa ponownie zmagazynowano. Ponieważ strzelały one japońskim nabojem 6,5 × 50 mm SR, w latach 40 XX wieku, nieznana ich liczba została przekazana oddziałom chińskich komunistów walczących z Japończykami.

## Opis konstrukcji
Karabin Fiodorowa był indywidualną bronią samoczynno-samopowtarzalną. Zasada działania oparta na krótkim odrzucie lufy. Ryglowanie zamka ryglami wahliwymi. Mechanizm spustowy kurkowy umożliwia strzelanie ogniem pojedynczym lub ciągłym. Zasilanie z wymiennych magazynków łukowych o pojemności 25 naboi. Otwarte przyrządy celownicze składały się z muszki i celownika krzywkowego ze szczerbiną. Kolba drewniana stała, połączona z łożem.